# Pegaso (periodico)
Contro la persistente babele architettonica degli edifici e dei monumenti, almeno le fabbriche sulle quali il Regime mura i fasci littori dovranno essere riconoscibili anche tra un secolo. Quanto alla pittura, converrà che i giovani rappresentino in durevole forma d'arte le cronache illustrative dei fasti e delle opere del regime. Nel campo letterario, il Capo, nato scrittore, potrà intervenire statalmente con scuole bene ordinate e biblioteche comode e ricche, sviluppando quelle organizzazioni parallele capaci di salvaguardare e interpretare la cultura classica, secondo lo spirito della riforma gentiliana.
Pegaso (sottotitolo: «Rassegna di lettere e di arti») fu una rivista letteraria fondata nel 1929 da Ugo Ojetti. Insieme alla rivista «Pan» (fondata sempre da Ojetti nel 1933), professò un forte ossequio al regime fascista e ne condivide gli obiettivi di grandezza nazionale e di ordine da instaurare nella società italiana.

## Descrizione
La rivista, edita a Firenze da Le Monnier ed in seguito, dal 1932 al 1933, a Milano-Firenze da Treves-Treccani-Tumminelli, riporta nel primo numero del gennaio 1929 una lettera d'apertura indirizzata a Sua Eccellenza Benito Mussolini, dove Ojetti dimostra di preoccuparsi dello stile fascista che deve nascere in arte e in letteratura.
La rivista appare subito specializzata nell'ambito della letteratura italiana moderna e contemporanea con diversi saggi di Diego Valeri e Giuseppe De Robertis sull'Ottocento-Novecento e brani di nuovi articoli da Inverno malato di Alberto Moravia, da Avventura d'estate di Corrado Alvaro, dal romanzo L'Andreana, pubblicato a puntate, di Marino Moretti a opere di Massimo Bontempelli e Guido Piovene.
In "Pegaso", come in  seguito nella rivista "Pan", viene professato un generico buon gusto nelle arti nazionali tradizionali, ma vengono rifiutate tutte le forme sperimentali e d'avanguardia dell'arte novecentesca, dal futurismo, all'impressionismo, alla psicoanalisi. 
Emilio Cecchi, in un articolo del giugno 1929 dal titolo Argomenti-Psicoanalisi, si dichiara diffidente del rapporto letteratura-psicoanalisi nella paura che la conoscenza psicoanalitica possa portare "pericolosamente a sovvertire strutture e ad allineare difese interne".
La rivista terminerà le sue uscite nel 1933.

## Proprietà Mario Mazzoni
Nel 1976 il giornalista Mario Mazzoni acquisisce la testata dagli eredi Ojetti e riprende le pubblicazioni con cadenza quadrimestrale. La rivista ha avuto come direttore artistico Duccia Camiciotti e la collaborazione come articolista di Anna Balsamo e Giancarlo Bianchi.

## Proprietà Giorgio Zanasi
Alla data della morte di Mario Mazzoni (febbraio 2013), la proprietà passa a Giorgio Zanasi, già collaboratore di PEGASO dal 2001 che insieme a Sonia Salsi Direttore responsabile, a Eleonora d'Aquino Direttore artistico, al gruppo storico di redattori  Francesca Bandinelli, Cetti Bandinelli , Silvia Ranzi ed al segretario Enio Messeri ne proseguono la pubblicazione. Oggi sulla rivista, estranea ad ogni indirizzo politico, scrivono firme di prestigio come Maria Teresa Colonna, Piero Ferrucci, Giampaolo Mignani, Gianluca Pastori, Sandro Rogari, Ferdinando Sanfelice di Monteforte, Giandomenico Semeraro, Luigi Lombardi Vallauri.
PEGASO presenta articoli di cultura, arte, costume.

## Curiosità
La figura del pegaso usata sulla copertina della rivista presenta chiare analogie con quella dell'identico animale, simbolo della lotta del bene contro il male, raffigurato nello stemma e nella bandiera del Comitato Toscano di Liberazione Nazionale, promosso da Carlo Ludovico Ragghianti.   